# Juvenilní absence
Juvenilní absence patří do skupiny idiopatických generalizovaných epilepsií. Tvoří asi 2 % všech epilepsií.

## Charakteristiky onemocnění
Juvenilní absence nejčastěji začínají mezi 9. až 13. rokem života. Typicky se projevují několikrát denně, trvají obvykle 10–45 sekund. Při absencích se může objevit stočení očních bulbů vzhůru a může být patrný flutter (třepot) očních víček.
Více než 75 % pacientů má i generalizované tonicko-klonické záchvaty, 20% pacientů má též myoklonické záchvaty. Jen 5–10 % pacientů je fotosenzitivních.
Jako terapie se užívají valproát, etosuximid nebo lamotrigin (záleží na typech záchvatů). 75 % pacientů je při správně zvolené medikaci bez záchvatů, terapie je doživotní.